# Открытая республика
«Открытая республика» (эст. Avatud Vabariik) — общереспубликанская молодёжная неполитическая организация в Эстонии. Является некоммерческим объединением, направленным на интеграцию различных социально-культурных групп в эстонское общество для формирования единого сплочённого общества.

## Деятельность
Объединение учреждено 11 ноября в 1999 году. В состав объединения входит, по данным на 1 января 2009 года, 1642 человека. 98 % членов объединения — молодёжь в возрасте от 16 до 26 лет.
До декабря 2001 года объединение действовало в неформальном статусе, с 10 декабря 2001 года — некоммерческое объединение. Учредители: Регина Бойцова, Евгений Криштафович и Александра Склярова. Возглавил объединение Евгений Криштафович.
VIII состав правления был избран 20 августа 2012 года в составе: Евгений Криштафович (председатель правления), Екатерина Маркус и Сергей Метлев.
Правозащитник Алексей Семенов критикует деятельность «Открытой республики», утверждая, что вступление в неё производится под видом вступления в «Ассамблею ученических представительств».

## Цели
- Представление интересов, нужд и мнений молодёжи в обществе и перед государственными структурами.
- Способствование развитию молодёжной политики и политики в области образования.
- Поднятие качества образования и улучшение учебной среды, а также повышение мотивации к учёбе.
- Создание условий для развивающей деятельности молодёжи.
- Информирование молодёжи о жизни в сфере образования в Эстонии и за рубежом.